# Exaeretopus orientalis
Exaeretopus orientalis är en insektsart som beskrevs av Danzig 1975. Exaeretopus orientalis ingår i släktet Exaeretopus och familjen skålsköldlöss. Inga underarter finns listade i Catalogue of Life.